# USS Michael Murphy (DDG-112)
«Майкл Мерфі» (англ. USS Michael Murphy (DDG-112) — останній із серії запланованих до 13 вересня 2002 р. 62 ескадрений міноносець КРО типу «Арлі Берк», будівництво котрих було схвалене Конгресом США. Корабель названий на честь офіцера спецназу ВМС США, кавалера Медалі пошани Майкла П. Мерфі. ескадрений міноносець «Michael Murphy» Побудований на корабельні Bath Iron Works у Баті, штат Мен. 7 вересня 2007 г. на заводі Bath's Hardings була виконана перша різка сталі для USS Michael Murphy (DDG-112). 6 жовтня 2012 року ескадрений міноносець увійшов в стрій.
Основним місцем базування Michael Murphy після входження до складу сил американського флоту буде військово-морська база Перл-Гарбор на Гаваях.

## Бойова служба
1 березня 2014 року вирушив щоб надати допомогу судну постачання HMCS «Protecteur» (AOR 509) ВМС Канади, на борту якого ввечері 27 лютого в машинному відділенні сталася пожежа. 4 березня повернувся до порт приписки Перл-Харбор. 7 липня покинув порт приписки для участі в морській фазі міжнародного навчання «RIMPAC 2014». 20 жовтня покинув порт приписки для свого першого розгортання в західній частині Тихого океану, з якого повернувся 21 травня 2015 року.
30 липня 2015 року на кораблі було розпочато ремонт Selected Restricited Availability (SRA). 17-18 грудня проходив морські випробування.
У 2016 році брав участь в навчаннях для підготовки до майбутнього розгортання.
13 січня 2017 року ракетний есмінець покинув порт приписки Перл-Харбор, Гаваї, для регулярного запланованого розгортання в складі ударної групи атомного авіаносця USS «Carl Vinson» (CVN-70) в Індо-Азіатсько-Тихоокеанському регіоні. 27 січня 2017 року ракетний есмінець USS «Michael Murphy» (DDG-112) ВМС США прибув з візитом в порт Сува, Фіджі.18 лютого в складі ударної групи CVNSG приступив до патрулювання в Південно-Китайському морі. 23 квітня (за місцевим часом) в складі ударної групи CSG-1 ВМС США спільно з морськими силами самооборони Японії (JMSDF) почали морські двосторонні навчання в Філіппінському морі. 13 червня повернувся в порт приписки.
15 січня 2018 року, після триденної затримки через погану погоду, залишив порт приписки Перл-Гарбор (Гаваї) для запланованого розгортання в західній частині Тихого океану у складі ударної групи Carl Vinson Strike Group. 30 січня з чотириденним візитом прибув на військово-морську базу Апра (Гуам). 16 лютого завітав з візитом до Маніли, Філіппіни, який тривав 4 дні. 14 березня прибув на військово-морську базу Апра, Гуам. 26 березня здійснив спільний патруль з кораблем берегової охорони США.
З 6 по 13 вересня 2018 р. ракетний есмінець USS «Michael Murphy» класу «Арлі Берк» ВМС США взяв участь у міжнародних військово-морських навчаннях «Какаду» (англ. Kakadu), що проходили під керівництвом Австралії.